# Draconyx
Draconyx (que significa «urpa de drac») és un gènere de dinosaures del Juràssic superior. Era un ornitòpode que vivia a l'actual Portugal i era herbívor. Va ser trobat a la Formació Lourinhã el 1991 i descrit per Octávio Mateus i Miguel Telles Antunes el 2001.

## Etimologia
L'espècie tipus, coneguda només per restes parcials, és Draconyx loureiroi. El nom genèric deriva del llatí draco, «drac», i del grec antic ὄνυξ, ónyx, «urpa». El nom específic és en honor a João de Loureiro, un sacerdot jesuïta portuguès, pioner de la paleontologia portuguesa.

## Material
L'holotip, ML 357, un esquelet parcial sense crani, consta de dues dents maxil·lars, tres centres caudals, un xebró, una epífisi distal de l'húmer dret, una falange manual, tres unguals manuals, una epífisi distal del fèmur dret, l'epífisi proximal i distal de la tíbia i el peroné, un astràgal, un calcani, tres tarsals, quatre metatarsians i falanges pedals. Va ser trobat l'any 1991 a Vale de Frades per Carlos Anunciação del Museu da Lourinhã, en capes de la Unitat Bombarral que daten del Titonià.
La histologia mostra que l'espècimen holotip tenia entre 27 i 31 anys d'edat.
S'ha referit a aquest tàxon un fèmur esquerre (ML 434), trobat prop de la Praia do Caniçal. Draconyx era un petit herbívor bípede. Gregory S. Paul, l'any 2010, va estimar la longitud en 3,5 metres i el pes en 150 quilograms.

## Sistemàtica
Segons [Mateus i Antunes 2001], Draconyx loureiroi és un membre de la Iguanodontia, més concretament dels Camptosauridae, basat en les dents maxil·lars, que tenen una forta cresta primària vertical a la part distal de la corona labial, i el fèmur, que és corbat i té un trocànter menor prominent.
Un article del 2022 situa a Draconyx com a Styracosterna.